# Кудашев, Алексей Иванович
Алексей Иванович Кудашев — советский издательский работник, заслуженный работник культуры РСФСР (1973). До 1975 года занимал должность главного редактора издательства «Недра». Наиболее известен своим научно-фантастически романом «Ледяной остров», выдержавшим два издания.